# Флаг Хийумаа
Флаг Хийумаа (эст. Hiiumaa lipp) — один из официальных символов эстонского уезда Хийумаа.

## Описание
Флаг Хийумаа состоит из одной белой и одной зелёной полосок одинаковой ширины. Белая выше, зелёная ниже. Посередине белой полоски располагается герб Хийумаа. Соотношение сторон флага — 7:11, и нормальным размером считается 105×165 см.